# Non uccidere (film 1961)
Non uccidere è un film del 1961 diretto da Claude Autant-Lara.

## Trama
Sul finire della Seconda guerra mondiale, Adler, un seminarista tedesco arruolato nella Wehrmacht, viene chiamato a far parte di un plotone d'esecuzione che deve fucilare un partigiano francese durante la ritirata nazista; cerca di rifiutarsi ma chi rifiuta un ordine militare è passibile di morte. Il giovane seminarista è costretto a cedere e a rendersi, suo malgrado, complice di un crimine di guerra. Nel 1948, le autorità francesi della Germania occupata cercano gli esecutori materiali di quel delitto: il seminarista si costituisce loro spontaneamente, venendo trasferito in carcere a Parigi, in attesa del processo. L'anno successivo, un giovane francese di nome François Cordier, sempre a Parigi viene chiamato a prestare il servizio militare obbligatorio. Il giovane però, in nome dei suoi personali principi morali di pacifista non religioso e contrario a qualsiasi atto che favorisca o riproduca la guerra, si rifiuta, dichiarandosi obiettore di coscienza. La legge del tempo è inflessibile: Cordier, rifiutata qualsiasi scappatoia, viene arrestato e rinchiuso nello stesso carcere militare di Adler. I due, in attesa di affrontare il processo davanti a un tribunale militare approfondiscono la conoscenza tra di loro fino a diventare amici. Il verdetto dei giudici assolverà il seminarista che ha ucciso per obbedire a un ordine superiore in tempo di guerra mentre l'obiettore sarà condannato alla prigione per aver violato la legge dello Stato.

## Produzione
Il soggetto è ispirato a una reale vicenda avvenuta in Francia nel 1948. Il regista per 12 anni non trovò un produttore: il tema dell'obiezione di coscienza proposto dal film era troppo delicato per l'opinione pubblica francese, già turbata per la guerra d'Indocina e d'Algeria.
Autant-Lara, che aveva già scandalizzato i benpensanti con il film Il diavolo in corpo (1947), tratto dall'omonimo romanzo di Raymond Radiguet, fin dal 1949 aveva in mente di realizzare Non uccidere, ma solo alla fine degli anni cinquanta il produttore italo-greco Moris Ergas accettò di realizzare il film, che fu girato in Jugoslavia con capitali reperiti nel Liechtenstein.

### Cast
La parte del protagonista, l'obiettore di coscienza Jean-Bernard Morceau, fu affidata a Laurent Terzieff, già molto conosciuto e apprezzato per la sua prima interpretazione nel film Peccatori in blue-jeans di Marcel Carné e per la sua partecipazione al film Kapò, coprodotto dallo stesso Moris Ergas, opera anch'essa densa di problematiche morali.
La parte del sacerdote tedesco Müller venne affidata all'attore tedesco Horst Frank.
Per il ruolo dei genitori di Cordier erano stati scelti Paolo Stoppa e Rina Morelli, ma a seguito del diniego delle riprese in Italia imposto dal ministro dello Spettacolo Umberto Tupini, il progetto subì delle modifiche anche negli interpreti.

## Distribuzione
Il film ebbe l'anteprima mondiale in Jugoslavia il 26 luglio 1961.
Quando Non uccidere fu presentato il 21 agosto alla Mostra di Venezia suscitò molte polemiche e la stessa giuria, pur premiando la protagonista Suzanne Flon con la coppa Volpi, si divise sulla valutazione dell'opera.
Autant-Lara, nella presentazione della pellicola alla Mostra di Venezia, fece un sentito discorso contro la corsa agli armamenti e dedicò il film ai 36 obiettori di coscienza incarcerati presenti in Francia.
La commissione di censura inizialmente ne proibì la visione in quanto «esalta in sostanza la figura dell'obiettore di coscienza e cioè del cittadino che chiamato alle armi si rifiuta di obbedire alle leggi in nome di un asserito imperativo categorico della propria coscienza. Si concreta quindi una forma indiretta d'istigazione, consistente nella esaltazione di fatti, costituenti reato, in modo da suggestionare altri a commetterli.». Appena appresa la notizia, gli onorevoli socialisti Giovanni Pieraccini e Sandro Pertini rivolsero una interrogazione parlamentare al ministro del Turismo e dello Spettacolo Alberto Folchi, dichiarando la scelta «un evidente inammissibile caso di censura ideologica e politica».
Il 7 aprile 1962 fu infine approvato dalla censura italiana.
In Francia Non uccidere ebbe notevoli difficoltà per la sua distribuzione e fu proiettato nelle sale cinematografiche francesi solo nell'estate del 1963.

### Divieti
La commissione di revisione cinematografica impose numerose modifiche:
1. Inserimento di una didascalia a inizio film in cui si esprime la non esaltazione dell'obiezione di coscienza e la citazione della legge costituzionale circa il servizio militare obbligatorio e la difesa della Patria come sacro dovere del cittadino. Si è inoltre provveduto a sostituire i sottotitoli per indicare che trattasi di un seminarista e non di un prete, nelle scene del flashback del periodo durante la guerra;
2. Eliminazione dell'accenno all'assoluzione (segno della croce) che viene fatto verso la fine del Padre Nostro, nel momento della esecuzione;
3. Accorciamento della scena dei colpi inferti al giovane patriota col calcio del mitra[9]
4. Eliminazione della scena dove il superiore, durante il processo, ha delle espressioni non simpatiche e quando dice: "Anche in Germania abbiamo avuto un obiettore di coscienza. Ad Amburgo il Fuhrer gli fece tagliare la testa";
5. Eliminazione della scena dove la madre di Cordier si rivolge a un sacerdote durante il processo e costui la tratta con una certa freddezza e cinismo;
6. Eliminazione della scena dove il superiore cerca di convincere Adler a mettersi la tonaca prima del processo con delle argomentazioni poco simpatiche;
7. Accorciamento di tutta la scena finale nella quale i sacerdoti si abbracciano alla fine del processo;
8. Durante il processo tutta la dichiarazione riguardante Pax Christi è stata modificata e riscritta da Diego Fabbri;
9. Eliminazione del dialogo tra Stein e Adler: "Preti e soldi stanno sempre insieme";
10. Sostituzione della battuta di Cordier: "Capisce, signor Maggiore, riformandomi l'esercito se la cava a buon mercato... ed è questo che io non voglio" con "Capisce, signor Maggiore, io non voglio essere riformato, non voglio perché... perché altrimenti io...";
11. Sostituzione della battuta di Cordier: "No, vedrai, quello che ho fatto servirà bene a qualche cosa" con "No, vedrai, io ti dico che servirà a qualche cosa";
12. Sostituzione della battuta del presidente del tribunale: "La Chiesa Cattolica, dovete ammettere, che è stata spesso bellicosa, anzi belligerante nel passato almeno" con "Dovete ammettere, la Chiesa Cattolica è stata anche belligerante almeno nei secoli passati";
13. Dalla battuta dell'abate Robert: "L'obiezione di coscienza generalizzata" è stata eliminata la parola "generalizzata".[10]

## Accoglienza

### Controversie
Il giornalista francese Michel Durant, nelle pagine del periodico Le Canard enchaîné, rivelò che il ministro della cultura francese André Malraux fece pressione sulle autorità italiane per non proiettare il film, pena l'annullamento di tutte le coproduzioni cinematografiche tra i due Paesi. Ciò indusse alcuni parlamentari italiani a presentare un'interpellanza ai ministri degli Esteri, del Turismo e Spettacolo, e del Commercio. Questi ultimi visionarono il film con la presenza del regista, e alcuni giorni dopo il ministro Alberto Folchi assicurò alla pellicola la normale procedura di revisione cinematografica.
Il 20 ottobre 1961 la "Comunità europea degli scrittori" aveva organizzato una proiezione privata della pellicola al cinema Quattro Fontane di Roma, ma l'ingresso in sala era stato impedito dalla questura per motivi di ordine pubblico. Ne nacque una clamorosa protesta in via delle Quattro Fontane di fronte al cinema che vide come protagonisti personaggi famosi, tra i quali leader politici come il socialista Riccardo Lombardi, il filosofo marxista Galvano della Volpe, l'archeologo e storico Ranuccio Bianchi Bandinelli, intellettuali "impegnati" come Carlo Levi e Pier Paolo Pasolini, scrittori quali Carlo Bernari e Raffaele La Capria, i registi cinematografici Mario Camerini e Francesco Rosi, e diversi attori: Anna Magnani, Gina Lollobrigida, Sandra Milo, Elsa Martinelli, Alberto Sordi, Ugo Tognazzi. La protesta ebbe una clamorosa risonanza nell'opinione pubblica che fu colpita da un ulteriore episodio avvenuto circa un mese dopo.
Il 18 novembre 1961 il sindaco di Firenze Giorgio La Pira, cattolico e convinto pacifista organizzò nel Salone dei Cinquecento di Palazzo Vecchio una proiezione del film per giornalisti e intellettuali facendo così riaccendere il dibattito culturale e politico sull'obiezione di coscienza in Italia. Nei giorni che precedettero la proiezione fiorentina ci fu un polemico scambio di telegrammi tra La Pira e il ministro della Difesa Giulio Andreotti che rifiutò di assistere alla proiezione del film vietato in tutta Italia. Anche il ministro dell'interno Mario Scelba criticò La Pira, colpevole di aver messo in piedi una visione privata con ben 700 spettatori, contrariamente alla richiesta riguardante poche persone, trasformandolo in visione pubblica. Ciò comportò il sequestro della pellicola da parte della polizia giudiziaria e un esposto alla magistratura nei confronti del sindaco.
L'Osservatore Romano attaccò duramente La Pira, sostenendo che:
(L'Osservatore romano)
Il rifiuto di prestare servizio militare da parte dei Testimoni di Geova e, alla metà degli anni sessanta, il caso del processo a don Milani ed a don Ernesto Balducci che avevano scritto una lettera aperta in risposta ai cappellani militari in congedo della Toscana che avevano affermato che l'obiezione di coscienza era un «insulto alla patria» e «espressione di viltà», aprì la strada al riconoscimento dell'obiezione di coscienza al servizio militare sancito dalla legge n.772 del 15 dicembre 1972.

### Critica
(Leo Pestelli, La Stampa, 22 agosto 1961)
(Lino Miccichè, Avanti!, 22 agosto 1961 e 22 aprile 1962)
poco a poco, con logica ferrea anche se con discutibile stile, si fanno strada illuminazioni di principio e indicazioni di responsabilità assolutamente concrete. E Autant-Lara riesce a dire parecchie cose importanti, che ancora non si erano ascoltate in un film occidentale. Adesso che l'abbiamo veduto, riusciamo perfettamente a capire perché Non uccidere non sia stato realizzato né nel 1950 in Francia, né nel 1960 in Italia. [...]»
(Ugo Casiraghi, l'Unità, 22 agosto 1961)
(Guido Piovene, La Stampa, 7 novembre 1961)

## Riconoscimenti
- 26ª Mostra internazionale d'arte cinematografica di Venezia
  - Coppa Volpi per la migliore interpretazione femminile (Suzanne Flon)